# Kyselica
Kyselica est un village de Slovaquie situé dans la région de Trnava.

## Histoire
Première mention écrite du village en - .

## Démographie

### Évolution de la population
| Année:               | 1994. | 2004.   | 2014.    | 2024. |
| -------------------- | ----- | ------- | -------- | ----- |
| Nombre de personnes: | 124   | 136     | 150      | 270   |
| Différence:          |       | +9,67 % | +10,29 % | +80 % |

| Année:               | 2023. | 2024.   |
| -------------------- | ----- | ------- |
| Nombre de personnes: | 254   | 270     |
| Différence:          |       | +6,29 % |